# Unterufhausen

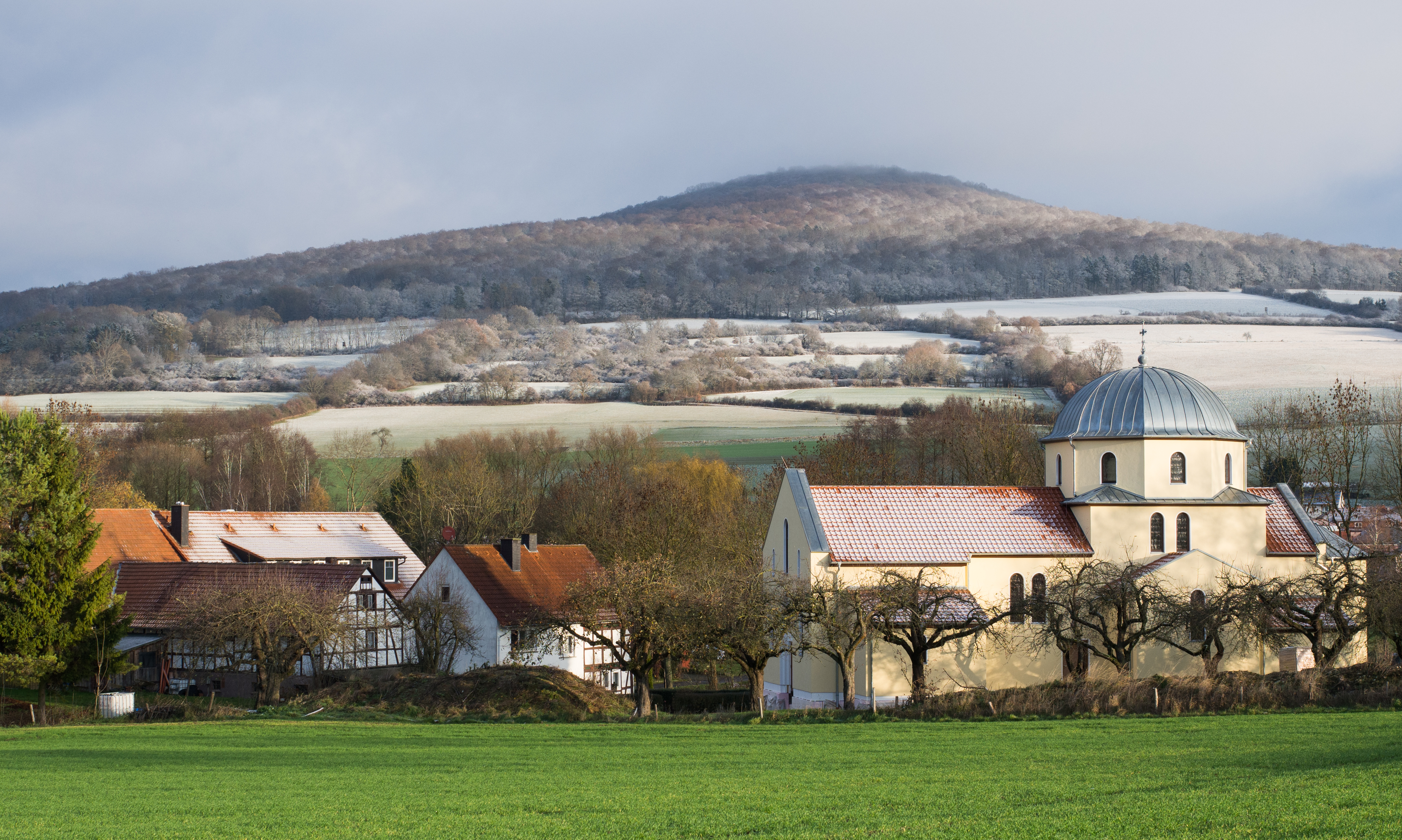
Unterufhausen mit dem Verkündigungs-St. Justin-Kloster

Der Weiler Unterufhausen gehört zum Ortsteil Ufhausen Marktgemeinde Eiterfeld im nördlichen Teil des der osthessischen Landkreises Fulda. Der Weiler hatte am 31. Dezember 2020 125 Einwohner.
Durch Unterufhausen fließt der Fluss Sauer.

## Geschichte
Im Jahr 1346 wurde der Ort in einer Urkunde des Fuldaer Abtes Heinrich VI. von Hohenberg erwähnt. Unterufhausen kam mit Oberufhausen zum Oberamt Fürsteneck des Klosters Fulda.
Ufhausen entstand am 1. April 1958 durch Zusammenschluss der größeren Gemeinde Oberufhausen mit dem kleineren Unterufhausen.

## Sehenswürdigkeiten
- Katholische Kirche
- Verkündigungs-St. Justin-Kloster